# Erik Andersson (Eishockeyspieler, 1971)
Erik Andersson (* 19. August 1971 in Stockholm) ist ein ehemaliger schwedischer Eishockeyspieler, der in seiner aktiven Zeit von 1988 bis 2001 unter anderem für die Calgary Flames in der National Hockey League aktiv war. 

## Karriere
Andersson begann seine Karriere als Eishockeyspieler beim Vallentuna BK, für dessen Profimannschaft er in der Saison 1988/89 sein Debüt in der damals noch zweitklassigen Division 1 gab. Nach einer Spielzeit bei dessen Ligarivalen Danderyds HC, lief er zwei Jahre lang für den AIK Solna in der Elitserien auf, für den er in 35 Spielen je ein Tor und eine Vorlage erzielte. In der Saison 1991/92 stand er parallel zudem für seinen Ex-Club Vallentuna BK auf dem Eis, der in der Zwischenzeit in die drittklassige Division 2 abgestiegen war. Nach einem Jahr außerhalb des professionellen Eishockeys besuchte der Flügelspieler von 1993 bis 1997 die University of Denver und spielte für deren Eishockeymannschaft in der National Collegiate Atletic Association. 
Im NHL Entry Draft 1997 wurde Eriksson in der dritten Runde als insgesamt 70. Spieler von den Calgary Flames ausgewählt. Sieben Jahre zuvor hatten ihn bereits die Los Angeles Kings im NHL Entry Draft 1990 gedraftet, da er in der Zwischenzeit jedoch bei keinem NHL-Team unterschrieben hatte, konnte er erneut gewählt werden. In der Saison 1997/98 erzielte der Schwede in zwölf Spielen für die Calgary Flames zwei Tore und eine Vorlage. Die restliche Spielzeit verbrachte er allerdings bei deren Farmteam, den Saint John Flames, in der American Hockey League. Die folgende Spielzeit begann er ebenfalls in Saint John, wurde jedoch dann gemeinsam mit Marty McInnis und Jamie Allison zu den Chicago Blackhawks transferiert, während im Gegenzug Jeff Shantz und Steve Dubinsky nach Calgary wechselten. In Diensten der Blackhawks kam er aber lediglich für deren Kooperationspartner Indianapolis Ice aus der International Hockey League zu Einsätzen.
Von 1999 bis 2001 spielte er noch einmal zwei Jahre lang in der Elitserien für seinen Ex-Club AIK Solna, ehe er im Alter von 29 Jahren seine Karriere beendete.

### International
Für Schweden nahm Andersson an der Junioren-Europameisterschaft 1989 sowie der Junioren-Weltmeisterschaft 1991 teil.